# Mount Van Mieghem
Van Mieghem är ett berg i Antarktis. Det ligger i Östantarktis. Norge gör anspråk på området. Toppen på Van Mieghem är 2 450 meter över havet.
Terrängen runt Van Mieghem är platt åt sydväst, men åt nordost är den kuperad. Trakten är obefolkad. Det finns inga samhällen i närheten.